# 内田正勝
内田 正勝（うちだ まさかつ）は、江戸時代前期の下野国鹿沼藩の世嗣。通称・右京。

## 略歴
2代藩主・内田正衆の長男。母は久世広之の娘。正室は青山幸実の娘。子は内田正偏（長男）。
鹿沼藩嫡子として生まれ、延宝5年（1677年）に徳川家綱に初見した。しかし、家督を相続することなく元禄7年（1694年）に早世。享年28。代わって、長男・正偏が嫡子となった。